# Inspección por líquidos penetrantes

1. Corte de un material que presenta una grieta.
2. La superficie del material se cubre con penetrante.
3. Se elimina el exceso de penetrante.
4. Se aplica el revelador, volviéndose visible el defecto.

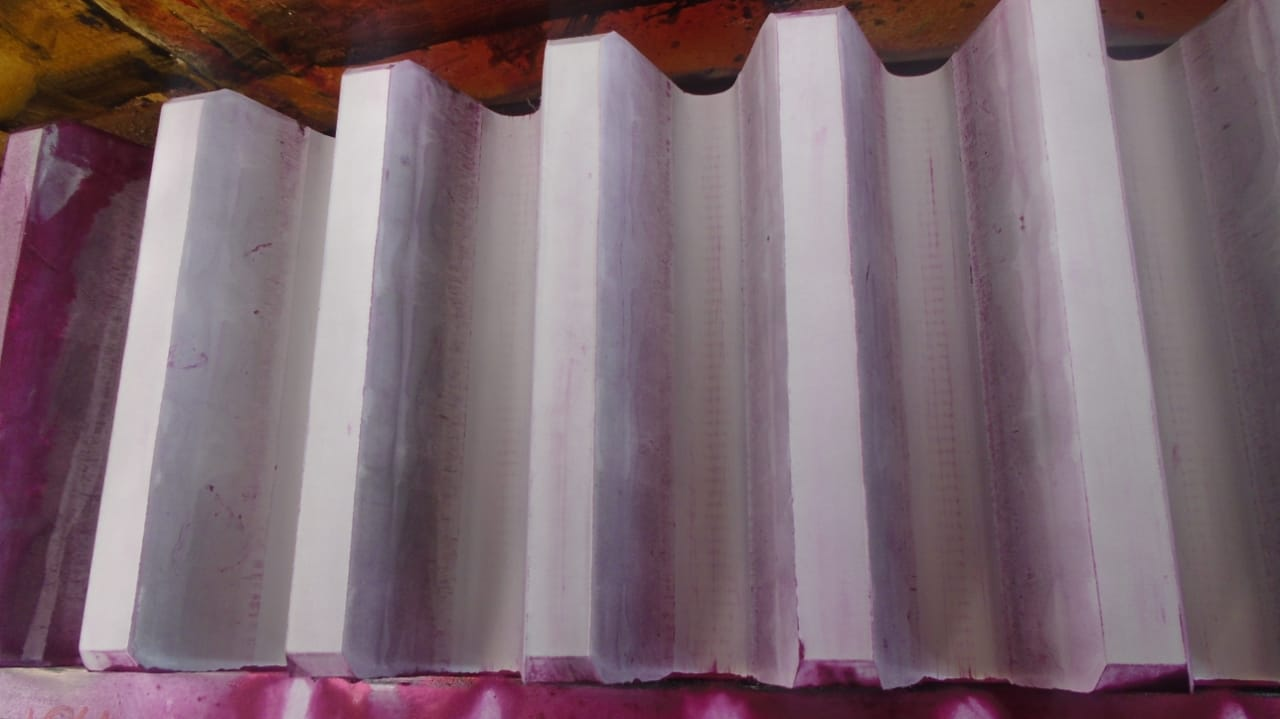
Vista de líquidos penetrantes finalizado.

La inspección por líquidos penetrantes es un tipo de ensayo no destructivo que se utiliza para detectar e identificar discontinuidades presentes en la superficie de los materiales examinados, que pueden dar lugar a futuras fallas de los mismos. Generalmente se emplea en aleaciones no ferrosas, aunque también se puede utilizar para la inspección de materiales ferrosos cuando la inspección por partículas magnéticas es difícil de aplicar. Es un método de amplio uso en el control de calidad de soldaduras de aceros de todo tipo y otros metales. En algunos casos se puede utilizar en materiales no metálicos. El procedimiento consiste en aplicar un líquido coloreado o fluorescente a la superficie en estudio, el cual penetra en cualquier discontinuidad que pudiera existir debido al fenómeno de capilaridad. Después de un determinado tiempo se elimina el exceso de líquido y se aplica un revelador, el cual absorbe el líquido que ha penetrado en las discontinuidades y sobre la capa del revelador se delinea el contorno de estas.
Las aplicaciones de esta técnica son amplias, y van desde la inspección de piezas críticas como son los componentes aeronáuticos hasta los cerámicos como las vajillas de uso doméstico. Se pueden inspeccionar materiales metálicos, cerámicos vidriados, plásticos, porcelanas, recubrimientos electroquímicos, entre otros. Una de las desventajas que presenta este método es que sólo es aplicable a defectos superficiales y a materiales no porosos.

## Tipos de líquidos penetrantes
Según el color
- Penetrantes coloreados: Se inspeccionan a simple vista. Solamente hay que contar con una buena fuente de luz blanca. Tienen menos sensibilidad.
- Penetrantes fluorescentes: Se inspeccionan con la ayuda de una lámpara de luz ultravioleta (luz negra). Sin ésta son invisibles a la vista. Tienen mayor sensibilidad.

Según la solubilidad
- Penetrantes lavables con agua o autoemulsificables: Para su limpieza y eliminación de excesos simplemente se usa agua. Resultan muy económicos de utilizar.
- Penetrantes postemulsificables: No son solubles en agua. Para la remoción de los excesos superficiales se utiliza un emulsificador que crea una capa superficial que se elimina con agua. Es el método con el que mayor sensibilidad se obtiene y en el que mayor dominio de cada una de las etapas tiene el operador. Existen dos tipos de emulsificadores: los hidrofílicos, de base acuosa, que se utilizan en solución de agua, en una saturación determinada por las necesidades del caso; y lipofílicos, de base aceite, que se utilizan tal como los entrega el fabricante.
- Penetrantes eliminables con disolvente: Tampoco son solubles en agua. Para su eliminación se utiliza un disolvente no acuoso, denominado «eliminador». Son muy prácticos de utilizar ya que el solvente generalmente se presenta en aerosol.

## Normativa
- UNE-EN-ISO 3452-1 Principios generales de líquidos penetrantes (Normativa Europea)
- ASME V Nondestructive Examination
- ASTM E165 Standard Test Method for Liquid Penetrant Examination
- ASTM E1417 Standard practice for Liquid Penetrant Examination
- IRAM 760 Ensayos no destructivos. Acero fundido. Examen por líquidos penetrantes.
- IRAM-CNEA Y 500 1001 Ensayos no destructivos. Inspección con líquidos penetrantes. Principios generales.
- IRAM-CNEA Y 500 1004 Ensayos no destructivos. Líquidos penetrantes. Calificación y evaluación de los productos para el ensayo.
- IRAM-ISO 12706 Ensayos no destructivos. Terminología. Términos utilizados en el ensayo por líquidos penetrantes. Non-destructive testing. Terminology. Terms used in penetrant testing.